# Тирис (река)
Тирис (в верховьях — Терешка) — река в России, протекает по Абдулинскому району Оренбургской области. Длина реки составляет 46 км, площадь водосборного бассейна 602 км².
Начинается на южной окраине села Покровка, течёт в общем юго-восточном направлении через населённые пункты Тирис-Усманово, Северная Звезда, Новый Тирис. В городе Абдулино поворачивает на север. Устье реки находится в 510 км по левому берегу реки Ик на высоте 148 метров над уровнем моря у деревни Яковлевка.

## Притоки
Объекты перечислены по порядку от устья к истоку.
- 12 км: Бактак[6] (пр)
- 16 км: Кушулга[6] (пр)
- 17 км: Сарайгир[6] (пр)
- 20 км: Сурмет[2] (лв)
- 25 км: Зерикла[7] (пр)
- Бединая[5] (пр)

## Этимология
По одной из версий топоним (известный также в вариантах Терис, Терёшка) имеет то ли тюркское, то ли монгольское происхождение: можно увязывать с казахским терискен — «трава (степная)», монгольским терескен — «белолозник, кустарник караганы и таволги».

## Данные водного реестра
По данным государственного водного реестра России относится к Камскому бассейновому округу, водохозяйственный участок реки — Ик от истока и до устья, речной подбассейн реки — бассейны притоков Камы до впадения Белой. Речной бассейн реки — Кама.
Код объекта в государственном водном реестре — 10010101312111100027704.